# Довга дорога в короткий день
Довга дорога в короткий день (рос. Длинная дорога в короткий день — радянський художній фільм 1972 року, режисера Тимофія Левчука. Вийшов на екрани в СРСР 16 жовтня 1972 року. Фільм про радянських вчених-фізиків, знятий за романом Натана Рибака «Солдати без мундирів». 

## Сюжет
Директор науково-дослідного інституту, що займається дослідженнями в галузі ядерної фізики, Максим Нерчін (Микола Олялін) випробовує новий метод дослідження. І хоча метод себе не виправдав, Нерчін з необґрунтованою впевненістю почав будувати більш потужну установку… Він використовує на її створення майже всі кошти інституту та настільки впевнений в успіху, що гучно оголосив про це на одному зарубіжному симпозіумі, чим привернув особливу увагу до свого інституту тих американських кіл, які зацікавлені перш за все створити зброю, яка несе смерть і руйнування… Боротьба за мир, за те, щоб поставити вищі досягнення науки на службу людству, — ось основна ідея фільму. Фільм знімали українські кінематографісти. Вони намагалися показати злободенну й гостру тему сучасності — мужність і принциповість як невід'ємні якості подвигу. 
Фільм знімався в Будинку вчених Новосибірського Академмістечка, Серпухові, Харкові, НДР. Велику допомогу знімальній групі надали співробітники Інституту ядерної фізики СВ АН СРСР.

## У ролях
- Микола Олялін — Максим Павлович Нерчін, директор Інституту фізичних проблем
- Тетяна Самойлова — Катерина Золотаренко, дружина Нерчіна
- Віктор Хохряков — Федір Архипович Шульга, академік
- Євген Самойлов — Михайло Петрович
- Родіон Александров — Сергій Сергійович Куцевич, академік
- Леонід Тарабаринов — Сава Баглай
- Ігор Дмитрієв — Дмитро Долгін, кандидат наук
- Тетяна Бестаєва — Зіновія, дружина Долгіна
- Іван Дмитрієв — Кирило Мефодійович Ярмола
- Аркадій Аркадьєв — Іван Федорович Скубейда, професор медицини
- Юрій Сатаров — Передерій
- Аркадій Трощановський — Струмілін
- Юрій Гаврилюк — Миклашевич
- Семен Соколовський — Коллінз
- Юрій Волков — Смайлс
- Федір Нікітін — Томас
- Володимир Алексеєнко — медбрат
- Костянтин Артеменко — Брук
- Олександр Гай — Гаррі Трумен, президент США
- Валентина Івашова — дама в Швейцарії
- Микола Крюков — новосибірський вчений
- Зінаїда Журавльова — епізод
- Дмитро Миргородський — молодий вчений
- Анатолій Переверзєв — молодий вчений
- Іван Симоненко — Рудий
- Станіслав Станкевич — Сомов
- Костянтин Степанков — репортер
- Микола Фалєєв — голова комісії комітету з безпеки
- Віктор Чекмарьов — бухгалтер
- Марина Юрасова — Ніна Павлівна Орлова
- Марія Шульга — мати Нерчіна
- Євген Марков — епізод
- Людмила Сосюра — стюардеса
- Ніна Реус — епізод

## Знімальна група
- Сценарист — Натан Рибак
- Режисер-постановник — Тимофій Левчук
- Оператор-постановник — Едуард Плучик
- Художник-постановник — Вульф Агранов
- Композитор — Георгій Майборода
- Звукооператор — Андрій Грузов
- Режисер — Микола Сергеєв
- Оператор — Ю. Юровський
- Головний консультант — член-кореспондент АН УРСР В.П. Шелест
- Художник по костюмах — Катерина Гаккебуш
- Художник-декоратор — Микола Поштаренко
- Художник по гриму — Е. Кузьменко
- Режисер монтажу — К. Шаповалова
- Редактор — Володимир Чорний
- Консультант — В. Приходько
- Комбіновані зйомки — оператор: Тетяна Чернишова; художник: Володимир Дубровський
- Асистенти режисера — В. Артамонов, Борис Зеленецький
- Директор картини — М. Левін